# Batalla de Merseburgo
La Batalla de Riade o batalla de Merseburgo fue una de las primeras derrotas importantes que sufrieron los húngaros, luego de que lentamente se fuese consolidando el poder en el reino germánico en la figura de Enrique I el Pajarero en 933.

## Antecedentes del conflicto
Los húngaros, luego de arribar a la cuenca de los Cárpatos en 896 conducidos por el príncipe Árpad, se dedicaron a atacar aldeas y ciudades europeas, saqueándolas y quemándolas a su paso. Basando sus ataques en elaboradas estrategias engañosas, conjugadas con su caballería ligera de arqueros, resultaron victoriosos en las batallas de Bratislava (907), Eisenach (908) y Puchen (919). En esta última vencieron a Enrique I el Pajarero y lo obligaron a pagarles tributo. Al rechazar prorrogar el pago, los húngaros enfrentaron de nuevo a Enrique I en 933, luego de movilizar sus ejércitos hasta la ciudad germánica de Merseburgo.

## La batalla
El ejército húngaro estaba al mando de los caudillos Lehel y Bulcsú, quienes servían al gran príncipe húngaro Zolta. El obispo Liutprando de Cremona menciona en sus escritos que los húngaros paganos gritaban durante el ataque: ¡Huy, Huy!, mientras que los soldados germánicos respondían fervorosamente Kyrie eleison (en griego: ‘Señor ten piedad’). Enrique I demostró gran madurez y táctica en la batalla e indicó a sus tropas que «cuando comience la lucha, que nadie intente adelantar a su compañero, sino que todos en formación cerrada se protejan de las flechas de los húngaros, luego... corran hacia ellos para que no puedan dispararles sus flechas una segunda vez, antes de que nuestras armas no los alcancen mortalmente» (Győrrfy: 1958, Liudprand: Antapodosius II/31). Luego de este enfrentamiento, los húngaros se vieron forzados a huir, demostrando que, en efecto, sus ataques sí podían ser contenidos.